# Феррамента, Анаклету
Анаклету Феррамента да Силва (порт.-браз. Anacleto Ferramenta da Silva) — бразильский футболист, нападающий. Первый темнокожий футболист в истории клуба «Сантос». Автор первого гола в истории клуба «Сантос».

## Карьера

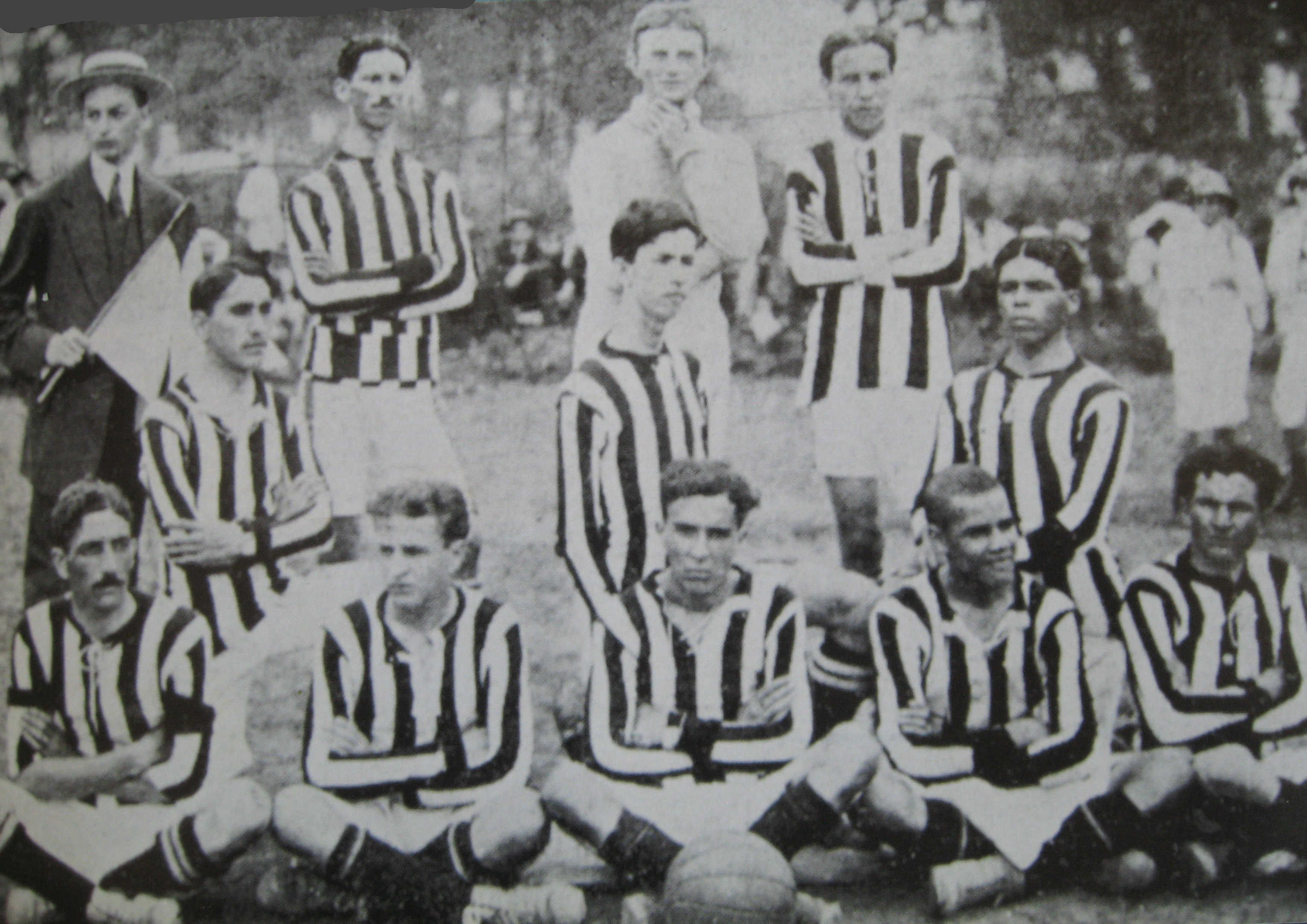
Команда Сантоса в 1913 году.

Анаклету начал карьеру в клубе «Сантос», став первым чернокожим игроком в истории этой команды. 23 июня 1912 года он участвовал в первом матче «Сантоса» против объединённой команды района Вила Макуку. «Сантос» выиграл 2:1, а первый гол клуба забил Феррамента. Он же участвовал в первом официальном матче команды в розыгрыше чемпионата штата в матче с «Жерманией», в которой «Сантос» проиграл 1:8. Свой первый гол в официальном матче нападающий забил 13 июня 1915 года в ворота «Атлетико Сантисты», а 3 октября того же года сделал дубль в матче с «Палестрой Италия». Последний гол за клуб Анаклету забил 16 января 1916 года в матче с «Маккензи». Всего за «Сантос» Феррамента забил 7 мячей.